# Caribou
För andra betydelser, se Caribou (olika betydelser).
Caribou är en stad i Aroostook County, Maine, USA, med 8 312 invånare (2000). Den har enligt United States Census Bureau en area på 207,7 km², allt är land.

## Kända invånare
- Susan Collins (född 1952), republikansk senator.
- Jessica Meir (född 1977), astronaut.